# Grup de Treball Estable de les Religions
El Grup de Treball Estable de les Religions (GTER) és una entitat integrada per representants de diverses confessions que fan diàleg interreligiós per avançar en la convivència, pedagogia i acció des de la pau, l'harmonia entre les creences i la col·laboració per contribuir a un món humanament més respectuós, culturalment més plural i socialment més inclusiu. El 2015 aquesta entitat va rebre la Creu de Sant Jordi "per ser una entitat pionera a la península Ibèrica i de referència a Europa en el seu àmbit".